# التهاب رئوي شحمي
الْالتِهابٌ الرِئَوِيٌّ الشَحْمِيّ هو شكل محدد من أشكال الالتهاب الرئوي، يتطور عند دخول الدهون إلى الشُعب الهوائية. يسمى الاضطراب في بعض الأحيان الالتهاب الرئوي الكوليسترولي في الحالات التي يكون فيها هذا الدهون عاملاً.

## العلامات والأعراض
يظهر الالتهاب الرئوي كرد فعل للجسم الغريب، حيث يسبب السعال وضيق التنفس وغالبًا الحمى. كما لُوحِظ نفث الدم في بعض الحالات.

## الأسباب
يمكن أن تكون مصادر هذه الدهون إما خارجية (خارج الجسم) أو داخلية (من داخل الجسم):
مصادر خارجية: من خارج الجسم. على سبيل المثال، قطرات الأنف المستنشقة ذات المكون الزيتي، أو الاستنشاق العَرضي لزيوت مستحضرات التجميل. الأميودارون هو علاج لاضطراب نظم القلب معروف بأنه يسبب هذه الحالة. كما ثبت أن سحب الزيت أحد الاسباب المؤدية لذلك. والالتهاب الرئوي الخاص بالالعاب النارية والذي ينتج عن استنشاق وقود الهيدروكربون. تشمل الفئات السكانية المعرضة للالتهاب الرئوي الشحمي كبار السن أو المتأخرين في النمو أو الأشخاص الذين يعانون من ارتجاع المريء. قد يكون التبديل إلى بدائل قابلة للذوبان في الماء مفيدًا في بعض الحالات.
داخلية : من الجسم نفسه، على سبيل المثال، عندما يحصل انسداد في مجرى الهواء، غالبًا ما يتجمع ويتكاثر في المنطقة البعيدة عن الانسداد، العديد من البلاعم المحملة بالدهون والخلايا العملاقة تملأ التجويف في مجرى الهواء المنفصل.

## المظهر
تظهر منطقة صفراء شاحبة غير محددة على الرئة. يوضّح هذا المظهر الأصفر المصطلح العامي للالتهاب الرئوي «الذهبي».
على المقياس المجهري خلايا بلعمة رغوية وخلايا العملاقة تظهر في المجرى التنفسي، والاستجابة للالتهاب تظهر في المتن.

## العلاج
العلاج بالكورتيكوستيرويد، وفي بعض الأحيان عبر إعطاء الغلوبولين المناعي بالوريد.

## المآل
لوحظ تطور الالتهاب الرئوي الشحمي الداخلي والتهاب الرئة الخلالي غير النوعي قبل حدوث الداء البروتيني السنخي الرئوي لدى الأطفال.

## التاريخ
وصف لافلين لأول مرة الالتهاب الرئوي الدهني في عام 1925 لدى الرضع الذين استنشقوا قطراتٍ من الزيت. وهي حالة اعتبرت خطرًا مهنيًا لعمليات الغوص التجارية ولكن الحالات الموثقة لذلك نادرة.

## روابط خارجية
- عينة علم الأمراض الإجمالي من جامعة يوتا